# Knots Untie
"Knots Untie" là tập thứ mười một trong Phần 6 của series phim truyền hình The Walking Dead. Tập phim được phát sóng trên kênh AMC của Mỹ vào ngày 28 tháng 2 năm 2016. Khi phát sóng tại Mỹ, tập phim đã được 12,794 triệu người xem trong đó có 6,1 triệu người từ 18-49 tuổi.

## Nội dung tập
Tập phim mở đầu bằng cảnh Abraham và Sasha vừa trở về Alexandria sau một cuộc đi tuần bên ngoài. Sasha thông báo rằng cô đã đổi ca gác với Eugene và kể từ giờ anh ta sẽ là người thay cô đi tuần cùng Abraham. Nghe được tin này, Abraham có vẻ hơi buồn. Trở về nhà và nằm trên giường cùng Rosita, anh được cô ấy tặng cho một sợi dây chuyền do chính tay cô tự làm. Mặc dù vậy trong lúc Rosita bỏ đi tắm, Abraham tiếp tục mơ tưởng về hình ảnh Sasha trong đầu.
Đêm hôm đó, Maggie đứng ở khu vườn mới của Alexandria với vẻ lo lắng khi các hạt mầm được gieo vẫn chưa nhú lên, trong khi lương thực của cộng đồng đang cạn kiệt dần. Glenn tới bên và cố động viên vợ rằng mọi chuyện sẽ ổn. Đúng lúc đó, trông thấy Denise và Abraham hớt hải chạy vào phòng giam cộng đồng, Glenn và Maggie cũng vội vàng chạy tới để xem chuyện gì xảy ra.
Tại nhà của Rick, Jesus đang chờ Rick & Michonne mặc quần áo. Anh bị Carl trông thấy và chĩa súng vào người. Cùng lúc đó, Daryl cùng những người ở phòng giam cộng đồng cũng cầm vũ khí xông vào ngay khi phát hiện Jesus đã trốn thoát. Cuối cùng, Rick & Michonne phải bước ra khỏi phòng và lên tiếng trấn an họ.
Rạng sáng, tất cả bọn họ cùng di chuyển tới một ngôi nhà khác để nói chuyện đúng như lời đề nghị của Jesus trước đó. Sau khi kể rằng mình đã đi xem xung quanh và biết rằng Alexandria đang thiếu thực phẩm, Jesus tiết lộ rằng anh đến từ một cộng đồng khác có nguồn lương thực ổn định do các cư dân ở đấy biết làm vườn và chăn nuôi gia súc. Công việc của Jesus là đi do thám tìm những cộng đồng khác để trao đổi vật phẩm giữa hai bên. Anh đề nghị Rick cùng một vài thành viên khác tới nơi mình ở để chứng minh lời anh nói là thật.
Lát sau, một vài người chuẩn bị đồ đạc lên xe để chuẩn bị lên đường. Daryl được Denise tặng một túi bánh ngũ cốc như món quà để cảm ơn cho việc anh đã mang nước soda về cho cô. Trong khi đó, Carl tỏ thái độ tán thành khi biết mối quan hệ tình cảm mới giữa bố mình và Michonne. Cậu bé từ chối việc đi cùng Rick tới cộng đồng của Jesus vì "không muốn một đứa trẻ với khuôn mặt dị hợm gây nên ấn tượng xấu trong lần đầu gặp mặt".
Chuẩn bị xong, Rick, Michonne, Glenn, Maggie, Abraham leo lên xe khởi hành và đi theo sự chỉ đường của Jesus. Biết được chuyện Maggie đang có thai, Abraham ghé tai nói thầm với Glenn để chia sẻ sự hoài nghi của anh về việc sinh con trong một thế giới như vậy. Tuy nhiên, Glenn đáp lại rằng cả anh và Maggie đang cố gây dựng nên một niềm hy vọng cho bản thân họ cũng như tất cả mọi người.
Rick giảm tốc độ xe khi nhìn thấy một chiếc xe bị lật ven đường do đâm phải xác sống. Jesus chợt nhận ra rằng đây chính là xe của những người đến từ cộng đồng mình. Xuống khỏi xe để lại gần nhìn kỹ hơn, Rick cảnh cáo Jesus rằng nếu đây là một âm mưu nhằm lừa nhóm họ vào bẫy, bản thân anh ấy sẽ không nhận được kết cục tốt đẹp. Khi Daryl tìm được dấu vết của những người vừa thoát được khỏi xe, cả nhóm lần theo thì đến được một tòa nhà gần đó.
Để lại Maggie canh chừng Jesus bên ngoài, Rick cùng những người còn lại bước vào bên trong tòa nhà và chia ra thành từng nhóm lẻ. Rick cùng Michonne tìm thấy hai người là Bertie và Wesley, trong khi Glenn cùng Daryl tìm thấy một người khác tên Harlan Carson. Đi một mình, Abraham đã tưởng nhầm một người đàn ông tên Freddie với dáng đi khập khiễng là xác sống và suýt nữa định dùng dao đâm anh ta. Tuy nhiên, anh đã dừng lại ngay khi nhận ra anh ta còn sống và chỉ là đang bị thương ở chân.
Sau khi đã tìm thấy đủ 4 người trong nhóm Jesus, mọi người cùng quay trở lại xe và tiếp tục lên đường. Harlan tự giới thiệu với vợ chồng Glenn rằng anh ta là bác sĩ tại cộng đồng kia. Được biết rằng Maggie đang mang thai, Harlan nói rằng chắc chắn mình sẽ giúp đỡ vợ chồng họ để trả ơn cho việc vừa được cứu mạng. Ở một góc khác trên xe, Freddie tâm sự với Jesus rằng anh ta đã nghĩ đến người vợ quá cố của mình ngay trước khi tưởng rằng mình sẽ bị đâm chết. Abraham nghe thấy những lời này và trầm ngâm suy nghĩ.
Khi đã đến rất gần nơi Jesus ở, xe của cả nhóm bị mắc kẹt trong bùn, khiến họ buộc phải xuống xe và đi bộ. Jesus chỉ cho mọi người thấy một bức tường lớn phía xa và nói rằng đó chính là Hilltop - cộng đồng nơi anh ở. Tiến lại gần cổng chính, họ nhìn thấy có hai người đang cầm giáo đứng gác trên tường đề nghị nhóm Rick hạ vũ khí xuống rồi mới được vào bên trong. Tuy nhiên, Jesus cho phép nhóm Rick được mang súng theo. Anh thú thực rằng cộng đồng Hilltop đang cạn kiệt đạn dược và mong Rick sẽ tin tưởng mình.
Cánh cổng được mở ra và hé lộ một Hilltop với các hoạt động sản xuất nông nghiệp bên trong (với những chuồng chăn nuôi gia cầm, gia súc, những thửa vườn trồng cây lương thực và cả xưởng rèn vũ khí). Xung quanh đó, người dân sống trong những toa xe lưu động. Vừa giải thích về cách nơi đây được xây dựng nên, Jesus dẫn nhóm Rick tới Barrington - tòa nhà lớn duy nhất tại đó và giới thiệu rằng nó từng là một bảo tàng sống trước đại dịch.
Bước vào bên trong, họ gặp Gregory - người lãnh đạo của cộng đồng. Ông ta yêu cầu nhóm Rick đi tắm rửa sạch sẽ trước khi đến nói chuyện với mình. Cảm thấy không hài lòng với thái độ của Gregory, Rick nhờ Maggie lát nữa sẽ đại diện cho nhóm nói chuyện với ông ta.
Trong lúc ngồi chờ những người khác, Abraham hỏi Daryl rằng liệu anh ấy có bao giờ nghĩ đến chuyện ổn định cuộc sống của mình trong thế này chưa. Tuy nhiên, Daryl đáp lại: "Anh nghĩ rằng mớ hỗn độn này sẽ ổn định sao?". Sau khi Daryl bỏ đi, Abraham lôi sợi dây chuyền mà Rosita tặng ra nhìn và suy ngẫm.
Maggie đến gặp Gregory để bàn luận về việc trao đổi vật phẩm giữa hai cộng đồng. Ông ta nói rằng mình đã được biết Alexandria đang thiếu thực phẩm và muốn đề nghị các cư dân tại đấy đến làm việc cho Hilltop để được chia cho lương thực. Gregory nói rằng cộng đồng của ông ta đang cần "một người phụ nữ thông minh và xinh đẹp" như Maggie. Nghe thấy vậy, Maggie từ chối và nói cô cũng được biết Hilltop đang thiếu đạn dược. Maggie đề nghị cả hai bên cùng giúp đỡ nhau, thế nhưng Gregory đáp lại rằng cộng đồng của ông ta vẫn sống ổn mà không quá cần đến vũ khí, trong khi Alexandria đang thiếu lương thực trầm trọng.
Sau khi Maggie từ chỗ Gregory quay trở lại và thông báo tình hình không mấy khả quan cho mọi người, nhóm Rick có vẻ khá lo lắng khi ông ta không chịu thỏa thuận với họ. Jesus đành nói rằng anh ấy sẽ cố thuyết phục Gregory giúp họ. Đúng lúc đó, họ nghe thấy có tiếng ồn ào phía bên ngoài. Wesley bước vào trong nhà Barrington và thông báo với Gregory rằng: "Họ đã trở về".
Gregory bước ra, theo sau bởi nhóm Rick tới chỗ một nhóm ba cư dân Hilltop vừa trở về từ một chuyến mang nhu yếu phẩm đi giao cho nơi khác. Người đàn ông tên Ethan báo cáo rằng phía bên nhóm Negan (những kẻ đang trấn lột nhu yếu phẩm của cộng đồng) đã giết hai người trong nhóm họ và giữ em trai của anh ta lại vì cảm thấy những gì Hilltop giao cho họ là "chưa đủ". Ethan nói rằng em trai của mình sẽ chỉ được thả nếu anh ta trở về và lấy đầu Gregory. Nói đoạn, anh ta xin lỗi và rút dao ra đâm vào bụng ông ấy.
Ngay lập tức, Rick chạy tới lôi Ethan ra thì bị anh tao đè xuống và kề dao vào cổ. Abraham đồng thời cũng ngăn cản một người khác tên Andy đang định tấn công Rick. Anh chợt nghe thấy giọng nói của Sasha trong đầu khi bị Andy bóp cổ. Liền sau đó, Daryl xông tới bẻ tay Andy trong khi Rick dùng dao đâm vào cổ Ethan, khiến máu tuôn ra xối xả và làm anh ta gục chết ngay tại chỗ. Toàn thể cư dân Hilltop quanh đó chứng kiến sự việc và nhìn Rick với ánh mắt khiếp sợ. Crystal - người yêu của Ethan lao tới đấm Rick thì bị Michonne đẩy ngã. Kal và Eduardo, hai người gác cổng vừa nãy cầm giáo tiến tới và ra lệnh Rick bỏ súng xuống nhưng có vẻ không nhận được sự đồng tình của anh. Cuối cùng, Jesus là người phải đứng vào giữa và yêu cầu tất cả họ ngừng lại. Bác sĩ Harlan Carson được gọi tới để cấp cứu cho Gregory, trong khi Abraham được Daryl kéo đứng dậy mà không hay biết rằng sợi dây chuyền Rosita tặng anh đã bị rơi xuống đất.
Quay trở vào bên trong nhà Barrington, Jesus liền kể với nhóm Rick rằng cộng đồng của anh đang bị một nhóm tự xưng là "The Saviors", cầm đầu bởi người tên Negan ép phải cống nạp một nửa nhu yếu phẩm theo một chu kỳ cố định. Đổi lại, chúng sẽ để yên cho cư dân Hilltop sống và không tấn công nơi này. Nếu cảm thấy không hài lòng trước những gì nhận được, các thành viên của The Saviors sẵn sàng ra tay giết chết người khác không thương tiếc. Nghe vậy, Daryl liền kể lại việc anh cùng Abraham cách đây 2 tháng từng "xử đẹp" một toán quân của Negan. Rick đề nghị rằng nhóm anh sẽ giúp giải cứu em trai Ethan đang bị bắt giữ và tiêu diệt hội The Saviors để trả lại sự bình yên cho Hilltop. Đổi lại, anh cũng muốn nhận được một phần nhu yếu phẩm mà cộng đồng này đang có. Jesus bèn tới chỗ Gregory đang nằm dưỡng thương để truyền lại lời đề nghị của họ.
Lát sau, Gregory cho gọi Maggie tới để nói chuyện. Ông ta nói rằng mình sẽ đồng ý với lời đề nghị của nhóm cô. Nhận thấy rằng mình đang nắm lợi thế trong vụ thương lượng này, Maggie liền yêu cầu Gregory giao cho Alexandria một nửa những gì Hilltop đang có. Cô biết rằng cộng đồng của Gregory đang thiếu đạn dược và người dân thì không có khả năng chiến đấu. Nếu không nhận được sự giúp đỡ của nhóm Rick, sớm muộn tất cả những người ở đây sẽ bỏ mạng dưới tay bè lũ của Negan. Nghe vậy và cảm thấy những gì Maggie nói cũng hợp lý, Gregory bèn đồng ý với thỏa thuận này.
Không lâu sau, nhóm Rick bắt đầu chất những thùng đồ nhu yếu phẩm lên xe để chuẩn bị về nhà. Rick hỏi Andy, thành viên trong nhóm thường xuyên mang đồ của Hilltop đến cống nạp cho phe Negan, rằng anh cần anh ta đi cùng về để mô tả tường tận những thông tin biết được về hội The Saviors. Mặc dù vẫn còn tức giận vì Rick đã giết Ethan, Andy đành miễn cưỡng đồng ý. Jesus cũng quyết định sẽ đi theo nhóm Rick về Alexandria.
Trong toa xe y tế của mình, bác sĩ Carson đang thực hiện việc siêu âm cho Maggie. Vợ chồng Glenn mỉm cười hạnh phúc khi nhìn thấy hình ảnh thai nhi trên màn hình. Trên đường về, họ đưa bức ảnh siêu âm cho những người khác cùng coi. Abraham ngắm nhìn bức ảnh và mỉm cười với Glenn.

## Diễn viên

### Diễn viên chính
- Andrew Lincoln vai Rick Grimes
- Norman Reedus vai Daryl Dixon
- Steven Yeun vai Glenn Rhee
- Lauren Cohan vai Maggie Greene
- Chandler Riggs vai Carl Grimes
- Danai Gurira vai Michonne
- Melissa McBride vai Carol Peletier*
- Michael Cudlitz vai Abraham Ford
- Lennie James vai Morgan Jones*
- Sonequa Martin-Green vai Sasha Williams
- Josh McDermitt vai Eugene Porter*
- Christian Serratos vai Rosita Espinosa
- Alanna Masterson vai Tara Chambler*
- Seth Gilliam vai Gabriel Stokes*
- Ross Marquand vai Aaron*
- Austin Nichols vai Spencer Monroe*

### Diễn viên định kỳ
- Xander Berkeley vai Gregory
- Merritt Wever vai Denise Cloyd
- Tom Payne vai Paul Rovia

*Không xuất hiện trong tập này

### Các diễn viên phụ khác
- Karen Ceesay vai Bertie
- James Chen vai Kal
- Brett Gentile vai Freddie
- R. Keith Harris vai Harlan Carson
- Justin Kucsulain vai Ethan
- Kimberly Leemans vai Crystal
- Jeremy Palko vai Andy
- Ilan Srulovicz vai Wesley
- Peter Zimmerman vai Eduardo
- Chloe & Sophie Garcia-Frizzi vai Judith Grimes
- Karl Funk vai Neil

## Cái chết trong tập
- Ethan

## Đánh giá
Tập phim nhận được những phản hồi tốt từ giới phê bình. "Knots Untie" được 96% trong số 26 bài phê bình trang Rotten Tomatoes đánh giá tích cực. Nhận xét ngắn gọn mà trang này đưa ra là: "Mặc dù kịch bản được phân bố chưa đồng đều, đây vẫn là một tập phim xuất sắc trong việc xây dựng nền tảng cho cốt truyện sắp tới, báo trước nguy hiểm về một cuộc đụng độ (với kẻ địch) trong tương lai gần". Về sự xuất hiện lần đầu của cộng đồng Hilltop cũng như việc đề cập đến một mạng lưới liên kết giữa các cộng đồng với nhau (theo như lời của nhân vật Jesus), Paul Vigna từ nhật báo Wall Street Journal cho rằng: "Đây là những tín hiệu đầu tiên cho thấy loài người đang bắt đầu xây dựng lại xã hội văn minh từ đống tro tàn của đại dịch xác sống".

## Bên lề
- Lần xuất hiện đầu tiên của: Bertie, Wesley, Harlan Carson, Freddie, Kal, Eduardo, Gregory, Neil, Ethan, Andy, Crystal.
- Tên của tập phim - "Knots Untie" đến từ câu trả lời của Jesus với Rick khi được hỏi đã trốn thoát khỏi phòng giam bằng cách nào: "Knots untie and locks get picked".
- Tập phim đánh dấu lần đầu xuất hiện của cộng đồng những người sống sót Hilltop, một địa điểm nổi bật trong bộ truyện tranh cùng tên.
  - Thật trùng hợp, tập phim này được lên sóng vào ngày 29/2/2016. Cách đây 4 năm cũng vào ngày đó, Chương 94 của bộ truyện tranh được xuất bản và cũng đánh dấu lần đầu xuất hiện của cộng đồng Hilltop.
- Nữ diễn viên Danai Gurira cho biết cảnh mà cô thích nhất trong tập này là khi Michonne đẩy ngã Crystal sau khi cô ta đấm Rick. Cô coi cảnh này như một lời cảnh báo tới các cư dân Hilltop rằng: "Đừng có mà động đến Rick trước mặt Michonne".
- Tập phim đánh dấu lần xuất hiện thứ 25 của nữ diễn viên Christian Serratos và nhân vật Rosita Espinosa do cô thủ vai.

## Lỗi phim
- Mặc dù trước đó nữ diễn viên Danai Gurira tiết lộ trong chương trình Talking Dead rằng đã hai tháng trôi qua kể từ sau các sự kiện diễn ra trong tập "No Way Out", trong tập này, Abraham lại nói rằng mình cùng Daryl đã hạ gục một toán quân của Negan cách đây một tháng.